# Shintarō Kurumaya
Shintarō Kurumaya (jap. 車屋紳太郎 Kurumaya Shintarō; ur. 5 kwietnia 1992) – japoński piłkarz występujący na pozycji obrońcy. Obecnie występuje w Kawasaki Frontale.

## Kariera klubowa
Od 2014 roku występował w klubie Kawasaki Frontale.